# Richard Dedekind
Julius Wilhelm Richard Dedekind (ur. 6 października 1831 w Brunszwiku, zm. 12 lutego 1916) – niemiecki matematyk.

## Życiorys
Był uczniem Petera Gustava Dirichleta i Carla Friedricha Gaussa. Od 1862 roku przez ponad 50 lat był profesorem w Collegium Carolinum (późniejszej Wyższej Szkole Technicznej) w Brunszwiku. Blisko przyjaźnił się z Cantorem i jako jeden z pierwszych docenił wartość jego prac teoriomnogościowych. Jego prace dotyczą teorii liczb, algebry, teorii mnogości i analizy matematycznej. Wprowadził do matematyki wiele nowych pojęć, takich jak grupa Dedekinda czy pierścień Dedekinda.
W pracy Ciągłość i liczby niewymierne (niem. Stetigkeit und irrationale Zahlen, 1872) rozwinął teorię liczb niewymiernych w oparciu o przekroje. Praca Czym są i czym powinny być liczby? (niem. Was sind und was sollen die Zahlen?, 1888) zawiera logiczną teorię liczb i indukcji zupełnej oraz aksjomatykę arytmetyki liczb naturalnych. Znajduje się też tam klasyczna definicja zbioru nieskończonego, według której zbiór jest nieskończony wtedy i tylko wtedy, gdy można go jednoznacznie wzajemnie odwzorować na pewien jego podzbiór właściwy – definicję tę nazywamy definicją zbioru nieskończonego w sensie Dedekinda, a o zbiorze, że jest D-nieskończony.